# Athanas nouvelae
Athanas nouvelae is een garnalensoort uit de familie van de Alpheidae. De wetenschappelijke naam van de soort is voor het eerst geldig gepubliceerd in 1951 door Holthuis.